# In Three Hours
In Three Hours è un cortometraggio muto del 1913 diretto da Tom Ricketts.

## Produzione
Il film fu prodotto dall'American Film Manufacturing Company come Flying A.

## Distribuzione
Distribuito dalla Mutual Film, il film - un cortometraggio in una bobina - uscì nelle sale cinematografiche USA il 30 ottobre 1913.